# Bajos del Ejido
Bajos del Ejido är en ort i Mexiko.   Den ligger i kommunen Coyuca de Benítez och delstaten Guerrero, i den södra delen av landet, 290 km söder om huvudstaden Mexico City. Bajos del Ejido ligger 15 meter över havet och antalet invånare är 5 637.
Terrängen runt Bajos del Ejido är kuperad åt nordost, men åt sydväst är den platt. Havet är nära Bajos del Ejido åt sydväst. Runt Bajos del Ejido är det ganska tätbefolkat, med 185 invånare per kvadratkilometer. Närmaste större samhälle är Acapulco, 13,9 km sydost om Bajos del Ejido. Omgivningarna runt Bajos del Ejido är en mosaik av jordbruksmark och naturlig växtlighet.